# Philodendron sulcicaule
Philodendron sulcicaule är en kallaväxtart som beskrevs av Thomas Bernard Croat. Philodendron sulcicaule ingår i släktet Philodendron och familjen kallaväxter. Inga underarter finns listade.